# Marko Pjaca
Marko Pjaca, né le 6 mai 1995 à Zagreb en Croatie, est un footballeur international croate évoluant au poste d'ailier au Dinamo Zagreb.

## Biographie

### En club

#### Lokomotiva Zagreb (2012-2014)
Marko Pjaca fait ses débuts professionnels avec le Lokomotiva Zagreb le 24 février 2012, à l'âge de 16 ans, en entrant en jeu à la 65e minute face à Zadar. C'est le seul match qu'il joue lors de la saison 2011-2012.
Il inscrit son premier but, sur penalty, le 25 septembre 2012 dans le cadre de la Coupe de Croatie contre le Segesta Sisak. Son premier but en championnat a lieu le 15 mars 2013, il ouvre le score à la 12e minute face au NK Zagreb. Lors de cette deuxième saison, il joue 17 matchs en championnat et marque 2 buts. C'est lors de sa troisième saison qu'il devient un cadre de l'équipe en disputant 30 rencontres de 1.HNL pour 7 buts inscrits.

#### Dinamo Zagreb (2014-2016)
Ses bonnes performances lui permettent d'attirer le regard du grand club de Zagreb, le Dinamo, qu'il rejoint à l'été 2014. Il revient ainsi dans le club où il a effectué sa formation de 2004 à 2009. Ses débuts ont lieu le 11 juillet 2014, en Coupe, face à Rijeka.
Avec le Dinamo, il dispute ses premiers matchs en Ligues des champions lors des tours préliminaires mais son club est éliminé par l'Aalborg BK. Le 11 décembre 2014, il marque un triplé en Ligue Europa contre le Celtic.

#### Juventus (depuis 2016)
Marko Pjaca signe un contrat de cinq ans à la Juventus au cours du mercato estival 2016 pour un montant estimé à 20 millions d'euros. Il joue son premier match le 26 août 2016 face à la Lazio, il remplace Paulo Dybala à la 88e minute. Le 28 mars 2017, lors d'un match amical avec sa sélection, il se rompt le ligament croisé antérieur du genou. Cette blessure le prive de la fin de saison 2016/17 et de la première partie de saison suivante. Il retrouve les terrains le 18 novembre 2017 avec l'équipe réserve de la Juventus, il inscrit même un coup franc.

#### Prêts successifs
Lors du mercato hivernal de la saison 2017-2018, il est prêté au Schalke 04 pour six mois.
Lors du mercato estival de la saison 2018-2019, il est prêté à la Fiorentina pour une saison.
Lors du mercato estival de la saison 2019-2020, il est prêté à Anderlecht pour une demi-saison. À cause d'une blessure et de la crise sanitaire du coronavirus, il ne joue qu'un match avec les Mauves au cours duquel il marque un but.
Pjaca est prêté pour la saison 2020-2021 au Genoa. Dès son premier match, le 20 septembre 2020 face au FC Crotone, il marque son premier but après être entré en jeu. Il participe ainsi à la victoire de son équipe (4-1 score final).
Le 1er septembre 2022, Pjaca est prêté pour une saison à un autre club italien, l'Empoli FC. Le club dispose d'une option d'achat sur le joueur.

### HNK Rijeka
Le 1er septembre 2023, Marko Pjaca retourne dans son pays natal afin de s'engager avec le HNK Rijeka. Il signe un contrat de trois ans, soit jusqu'en juin 2026.

### En équipe nationale
Marko Pjaca représente notamment l'équipe de Croatie des moins de 17 ans en 2011.
Marko Pjaca participe à la Coupe du monde des moins de 20 ans 2013 avec la sélection croate (en). Lors de cette compétition, il joue quatre matchs, en étant éliminé en huitièmes de finale par le Chili.
Il joue son premier match avec la Croatie le 4 septembre 2014 contre l'équipe de Chypre. Retenu pour participer à l'Euro 2016, il inscrit lors d'un match de préparation son premier but international contre Saint-Marin, pour une victoire historique par dix buts à zéro, la plus large de l'histoire de la sélection. 
Deux ans plus tard, il est convoqué pour participer à la Coupe du monde 2018. 
Le 20 mai 2024, il figure dans la liste des 26 joueurs croates retenus par Zlatko Dalić pour participer à l'Euro 2024.

## Statistiques
| Saison                | Club                  | Championnat           | Championnat | Championnat | Coupe(s) nationale(s) | Coupe(s) nationale(s) | Supercoupe | Supercoupe | Compétition(s) continentale(s) | Compétition(s) continentale(s) | Compétition(s) continentale(s) | Croatie | Croatie | Total | Total |
| Saison                | Club                  | Division              | M.          | B.          | M.                    | B.                    | M.         | B.         | Comp.                          | M.                             | B.                             | M.      | B.      | M.    | B.    |
| 2011-2012             | Lokomotiva Zagreb     | 1. HLN                | 1           | 0           | 0                     | 0                     | -          | -          | -                              | -                              | -                              | -       | -       | 1     | 0     |
| 2012-2013             | Lokomotiva Zagreb     | 1. HLN                | 17          | 2           | 5                     | 1                     | -          | -          | -                              | -                              | -                              | -       | -       | 22    | 3     |
| 2013-2014             | Lokomotiva Zagreb     | 1. HLN                | 30          | 7           | 0                     | 0                     | -          | -          | C3                             | 2                              | 0                              | -       | -       | 32    | 7     |
| Sous-total            | Sous-total            | Sous-total            | 48          | 9           | 5                     | 1                     | -          | -          | -                              | 2                              | 0                              | -       | -       | 55    | 10    |
| 2014-2015             | Dinamo Zagreb         | 1. HLN                | 32          | 11          | 7                     | 0                     | 1          | 0          | C1+C3                          | 4+4                            | 0+3                            | 2       | 0       | 50    | 14    |
| 2015-2016             | Dinamo Zagreb         | 1. HLN                | 28          | 8           | 3                     | 1                     | -          | -          | C1                             | 12                             | 3                              | 9       | 1       | 52    | 13    |
| 2016-2017             | Dinamo Zagreb         | 1. HLN                | 1           | 0           | -                     | -                     | -          | -          | C1                             | 1                              | 2                              | -       | -       | 2     | 2     |
| Sous-total            | Sous-total            | Sous-total            | 61          | 19          | 10                    | 1                     | 1          | 0          | -                              | 21                             | 8                              | 11      | 1       | 104   | 29    |
| 2016-2017             | Juventus FC           | Serie A               | 14          | 0           | 2                     | 0                     | -          | -          | C1                             | 4                              | 1                              | 2       | 0       | 22    | 1     |
| Sous-total            | Sous-total            | Sous-total            | 14          | 0           | 2                     | 0                     | -          | -          | -                              | 4                              | 1                              | 2       | 0       | 22    | 1     |
| 2017-2018             | Schalke 04 (prêt)     | Bundesliga            | -           | -           | -                     | -                     | -          | -          | -                              | -                              | -                              | -       | -       | 0     | 0     |
| Sous-total            | Sous-total            | Sous-total            | -           | -           | -                     | -                     | -          | -          | -                              | -                              | -                              | -       | -       | 0     | 0     |
| Total sur la carrière | Total sur la carrière | Total sur la carrière | 124         | 28          | 18                    | 3                     | 1          | 0          | -                              | 27                             | 9                              | 13      | 1       | 183   | 41    |

## Palmarès
|  |  | Dinamo Zagreb - 1. HLN - Champion : 2015 et 2016 - Coupe de Croatie - Vainqueur : 2015 et 2016 |  | Juventus Turin - Serie A - Champion : 2017 |